# Morten Meldal
Morten Peter Meldal (* 16. ledna 1954, Kodaň) je dánský chemik a nositel Nobelovy ceny za chemii. Je profesorem na Kodaňské univerzitě. Je známý zejména za vývoj azido-alkynové Huisgenovy cykloadice, současně, ale nezávisle, s Valery V. Fokinem a K. Barrym Sharplessem.

## Životopis
Bakalářský a doktorský titul v oboru chemického inženýrství získal na Dánské technické univerzitě (DTU). Jeho doktorskou práci vedl Klaus Bock a byla zaměřena na syntézu sacharidů. Postdoktorandský pobyt absolvoval nejprve na DTU, potom na Univerzitě v Cambridgi a nakonec na Kodaňské univerzitě. Zde byl v roce 1996 jmenován docentem a od roku 1998 vede syntetickou skupinu na ústavu chemie v Carlsberg Research Laboratory.
Meldal vyvinul několik technologií a přístrojů pro syntézu peptidů. je autorem vícekolonové metody syntézy, kterou využívají přístroje pro syntézu peptidů a jiných organických sloučenin. Poprvé představil cykloadiční reakce acetylenů a azidů využívané v konjugacích peptidů a proteinů. Meldalova výzkumná skupina pak prokázala, že tato reakce je ortogonální pro většinu funkčních skupin.
V roce 2022 mu byla udělena Nobelova cena za chemii.